# Sportbiztosítás
A sportbiztosítás az élet- és balesetbiztosítások egy olyan típusa, amely elsődleges célja a sportolók kockázatának a védelme. Általában a középpontban az olyan baleseti kártérítések állnak, mint a baleseti műtét, a csonttörés, a baleseti keresőképtelenség és a kórházi ápolási díj. A sportbiztosítás célja, hogy a sportolók - legyenek akár amatőrök, akár hivatásosak - a sporttal járó nagyobb sérülés kockázatra védelmet kapjanak és a kártérítésekből tudják fedezni a műtét és a felépülés költségeit. Magyarországon a sportbiztosítás még gyerekcipőben jár, Nyugat-Európában és az Amerikai Egyesült Államokban viszont már sokszor a hivatásos sport feltétele is. 
Hazánkban, a sportbiztosítás kötésénél érdemes alaposan megvizsgálni a biztosítók ajánlatait, ugyanis az esetleges kizárási vagy elévülési szabályok nagyban meghatározzák a biztosítás értékét.
A sportbiztosításnak általában része egy baleseti műtéti térítés, ami az olyan balesetek esetén fizet, melyek műtéttel kezelhető. Sportból fakadhat azonban olyan egészségügyi probléma is, ami nem hirtelen (balesetként) következik be (pl. gerincsérv). Egy sportoló biztosításnak erre is ki kell térnie.
Egy sportbiztosításnak ezen kívül kártérítést kell  fizetnie csonttörésre és kórházi tartózkodásra is.